# ماهر أونال
ماهر أونال (بالتركية: Mahir Ünal)‏ (ولد في 01 يوليو 1966 في مدينة كهرمان مرعش في تركيا) وهو سياسي وأكاديمي تركي ينتمي لحزب العدالة والتنمية التركي وفي الوقت نفسه المتحدث باسم الحزب الحاكم في تركيا، كما أنَّه كان عضوًا في الجمعية الوطنية الكبرى في البرلمان التركي في الدائرة الإنتخابية عن مدينة كهرمان مرعش عام 2011، وكذلك شغل منصب وزير الثقافة والسياحة من عام نوفمبر 2015 إلى مايو 2016  

## حياته الشخصية
هو متزوج ولديه ابن واحد وهو يعرف العربية والإنجليزية

## حياته العلمية والسياسية
أكمل تعليمه الابتدائي والثانوي في مدينة البستان، والتحق بمدرسة Bahçelievler Koca Sinan الثانوية في إسطنبول وتخرج منها عام 1984.
وفي عام 1991، تخرج من كلية اللاهوت في جامعة مرمرة وحصل على درجة الماجستير من معهد العلوم الاجتماعية بِجامعة اسطنبول عام 1997، وهو متخصص في الهياكل الاجتماعية والتغيير الاجتماعي، ولقد حصل على الدكتوراه في علم الاجتماع من كلية العلوم الإجتماعية والآداب من جامعة إسطنبول
وفي عام 1992، أصبح مدرسًا، وأصبح فيما بعد مستشارًا في مجالات السياسة الحضرية والحكومة المحلية والاتصالات السياسية في عام 2005. 
وبعد ذلك أصبح مستشارًا في غرفة التجارة في إسطنبول بين عامي 2007 و 2009 
قام بتنظيم الحملات الإنتخابية المحلية بعد انضمامه لحزب العدالة والتنمية عام 2004 وبدأ التدريس في الأكاديمية السياسية بعد انضمامه للحزب الحاكم
ومع فوز حزب العدالة والتنمية بأغلبية برلمانية في الانتخابات العامة في نوفمبر 2015، قام زعيم الحزب أحمد داود أوغلو بتشكيل الحكومة التركية الرابعة والستين التي عين فيها أويل وزيرًا للثقافة والسياحة في 24 نوفمبر 2015. 
وقد خلف يالسن توبكو، الذي خدم مؤقتًا في الموقف خلال الحكومة الانتخابية المؤقتة منذ أغسطس 2015. 